# Saint-Ouen-le-Pin
Pour les articles homonymes, voir Saint-Ouen et Le Pin.
Saint-Ouen-le-Pin est une commune française, située dans le département du Calvados en région Normandie, peuplée de 256 habitants.

## Géographie

### Localisation
| Montreuil-en-Auge | Manerbe                        | Manerbe                |
| Cambremer         | Saint-Ouen-le-Pin              | Manerbe, Le Pré-d'Auge |
| Cambremer         | La Houblonnière, Le Pré-d'Auge | Le Pré-d'Auge          |

### Hydrographie
La commune est située dans le bassin Seine-Normandie. Elle est drainée par le Grandouet, le ruisseau du Coupe-Gorge et le ruisseau du Val Richer,,.

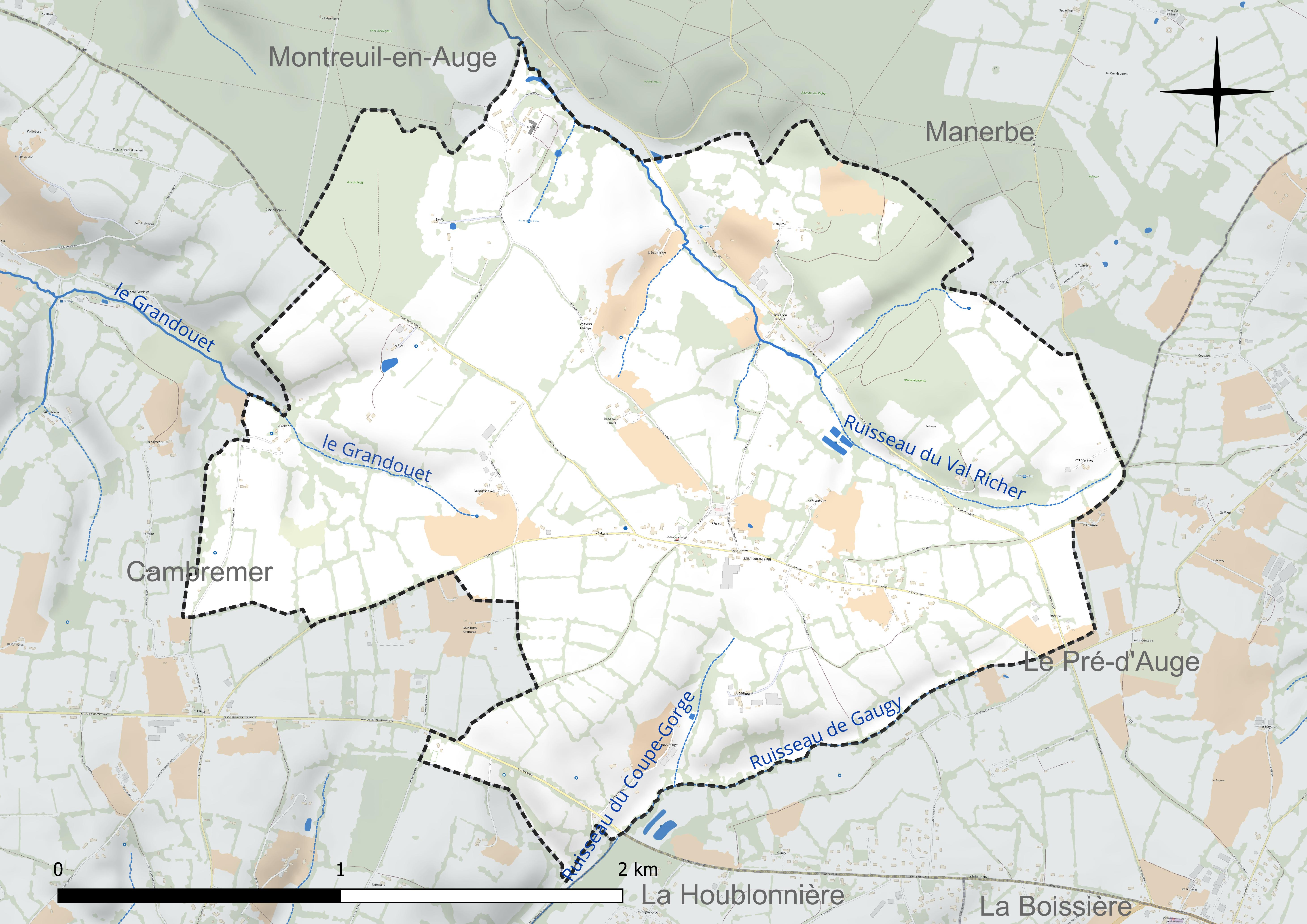
Réseau hydrographique de Saint-Ouen-le-Pin.

### Climat
Pour des articles plus généraux, voir Climat de la Normandie et Climat du Calvados.
En 2010, le climat de la commune est de type climat océanique altéré, selon une étude du CNRS s'appuyant sur une série de données couvrant la période 1971-2000. En 2020, Météo-France publie une typologie des climats de la France métropolitaine dans laquelle la commune est exposée à un climat océanique et est dans la région climatique  Normandie (Cotentin, Orne), caractérisée par une pluviométrie relativement élevée (850 mm/a) et un été frais (15,5 °C) et venté. Parallèlement le GIEC normand, un groupe régional d'experts sur le climat, différencie quant à lui, dans une étude de 2020, trois grands types de climats pour la région Normandie, nuancés à une échelle plus fine par les facteurs géographiques locaux. La commune est, selon ce zonage, exposée à un « climat contrasté des collines », correspondant au Pays d'Auge, Lieuvin et Roumois, moins directement soumis aux flux océaniques et connaissant toutefois des précipitations assez marquées en raison des reliefs collinaires qui favorisent leur formation.
Pour la période 1971-2000, la température annuelle moyenne est de 10,2 °C, avec  une amplitude thermique annuelle de 13,3 °C. Le cumul annuel moyen de précipitations est de 875 mm, avec 12,8 jours de précipitations en janvier et 8,4 jours en juillet. Pour la période 1991-2020, la température moyenne annuelle observée sur la station météorologique la plus proche, située sur la commune de Lisieux à 9 km à vol d'oiseau, est de 11,7 °C et le cumul annuel moyen de précipitations est de 881,4 mm,. Pour l'avenir, les paramètres climatiques de la commune estimés pour 2050 selon différents scénarios d'émission de gaz à effet de serre sont consultables sur un site dédié publié par Météo-France en novembre 2022.

## Urbanisme

### Typologie
Au 1er janvier 2024, Saint-Ouen-le-Pin est catégorisée commune rurale à habitat dispersé, selon la nouvelle grille communale de densité à 7 niveaux définie par l'Insee en 2022.
Elle est située hors unité urbaine. Par ailleurs la commune fait partie de l'aire d'attraction de Lisieux, dont elle est une commune de la couronne,. Cette aire, qui regroupe 57 communes, est catégorisée dans les aires de 50 000 à moins de 200 000 habitants,.

### Occupation des sols
L'occupation des sols de la commune, telle qu'elle ressort de la base de données européenne d'occupation biophysique des sols Corine Land Cover (CLC), est marquée par l'importance des territoires agricoles (85,5 % en 2018), en diminution par rapport à 1990 (90 %). La répartition détaillée en 2018 est la suivante : 
prairies (68,6 %), terres arables (14,1 %), forêts (10 %), zones urbanisées (4,6 %), zones agricoles hétérogènes (2,8 %). L'évolution de l'occupation des sols de la commune et de ses infrastructures peut être observée sur les différentes représentations cartographiques du territoire : la carte de Cassini (XVIIIe siècle), la carte d'état-major (1820-1866) et les cartes ou photos aériennes de l'IGN pour la période actuelle (1950 à aujourd'hui).

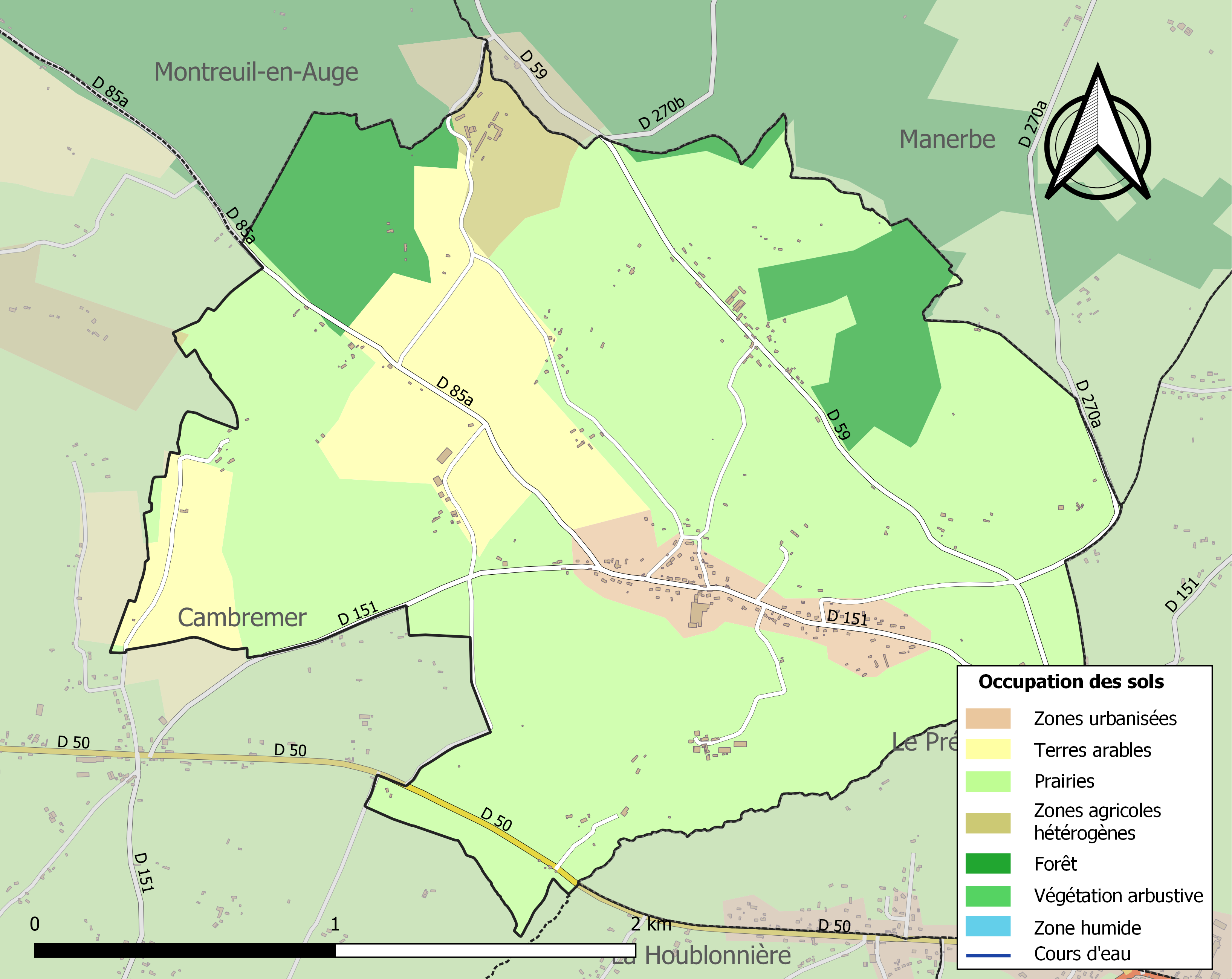
Carte des infrastructures et de l'occupation des sols de la commune en 2018 (CLC).

## Toponymie
Le nom de la localité est attesté sous les formes S. Ouen le Paingt en 1310, Saint-Ouen-le-Peingt en 1862.
La paroisse est dédiée à Ouen de Rouen, évêque de Rouen et chancelier de Dagobert Ier au VIIe siècle.
Le déterminant le-Pin désigne simplement le conifère, mot issu du latin pinus. Il apparaît tardivement dans la toponymie normande, cet arbre n'étant pas indigène. Cependant, cette explication n'est pas validée par les formes anciennes. Il existe un patronyme Paingt centré sur les départements de la Manche et du Calvados.
Le gentilé est Audonien.

## Politique et administration
| Période                                  | Période   | Identité         | Étiquette | Qualité             |
| ---------------------------------------- | --------- | ---------------- | --------- | ------------------- |
| 1986                                     | mars 2014 | François Restout | SE        | Agriculteur         |
| mars 2014                                | En cours  | Paul Cléradin    | SE        | Retraité de la SNCF |
| Les données manquantes sont à compléter. |           |                  |           |                     |

Le conseil municipal est composé de onze membres dont le maire et deux adjoints.

## Démographie
L'évolution du nombre d'habitants est connue à travers les recensements de la population effectués dans la commune depuis 1793. Pour les communes de moins de 10 000 habitants, une enquête de recensement portant sur toute la population est réalisée tous les cinq ans, les populations de référence des années intermédiaires étant quant à elles estimées par interpolation ou extrapolation. Pour la commune, le premier recensement exhaustif entrant dans le cadre du nouveau dispositif a été réalisé en 2004.
En 2022, la commune comptait 256 habitants, en évolution de −1,54 % par rapport à 2016 (Calvados : +1,58 %, France hors Mayotte : +2,11 %).
Au premier recensement républicain, en 1793, Saint-Ouen-le-Pin comptait 414 habitants, population jamais atteinte depuis.
| 1793 | 1800 | 1806 | 1821 | 1831 | 1836 | 1841 | 1846 | 1851 |
| ---- | ---- | ---- | ---- | ---- | ---- | ---- | ---- | ---- |
| 414  | 238  | 402  | 384  | 322  | 341  | 315  | 307  | 300  |

| 1856 | 1861 | 1866 | 1872 | 1876 | 1881 | 1886 | 1891 | 1896 |
| ---- | ---- | ---- | ---- | ---- | ---- | ---- | ---- | ---- |
| 300  | 342  | 310  | 272  | 298  | 265  | 255  | 202  | 262  |

| 1901 | 1906 | 1911 | 1921 | 1926 | 1931 | 1936 | 1946 | 1954 |
| ---- | ---- | ---- | ---- | ---- | ---- | ---- | ---- | ---- |
| 253  | 219  | 191  | 193  | 193  | 210  | 192  | 254  | 203  |

| 1962 | 1968 | 1975 | 1982 | 1990 | 1999 | 2004 | 2006 | 2009 |
| ---- | ---- | ---- | ---- | ---- | ---- | ---- | ---- | ---- |
| 196  | 201  | 211  | 226  | 276  | 267  | 304  | 308  | 291  |

| 2014 | 2019 | 2022 | - | - | - | - | - | - |
| ---- | ---- | ---- | - | - | - | - | - | - |
| 266  | 257  | 256  | - | - | - | - | - | - |

## Lieux et monuments
- L'abbaye cistercienne du Val-Richer est fondée en 1167 par un évêque de Bayeux. Thomas Becket s'y réfugia. Elle est reconstruite au XVIIIe siècle à la suite des destructions liées à la Révolution française. François Guizot en achète les vestiges qu'il fait restaurer et y séjourne souvent, avant d'y mourir le 12 septembre 1874. Elle passe ensuite à sa petite-fille, Marguerite, épouse de Paul Schlumberger. L'édifice est inscrit au titre des Monuments historiques[28].
- Église Saint-Ouen, de style roman.
- Le manoir Gosset, qui a appartenu pendant quatre générations à la famille de sainte Thérèse de Lisieux. C'est aujourd'hui un musée et lieu de pèlerinage virtuel[29].

## Activité et manifestations
- Ateliers de poterie.
- Cave de cidre.

## Personnalités liées à la commune
- Thérèse de Lisieux, ou sainte Thérèse de l'Enfant-Jésus (1873-1897), religieuse du carmel de Lisieux, a passé nombre de séjours chez son oncle et sa tante, Isidore et Céline Guérin, à Saint-Ouen-le-Pin au manoir Gosset[29].
- Les frères Schlumberger, Conrad et Marcel, sont inhumés à Saint-Ouen-le-Pin.

### Descendants de François Guizot inhumés au cimetière

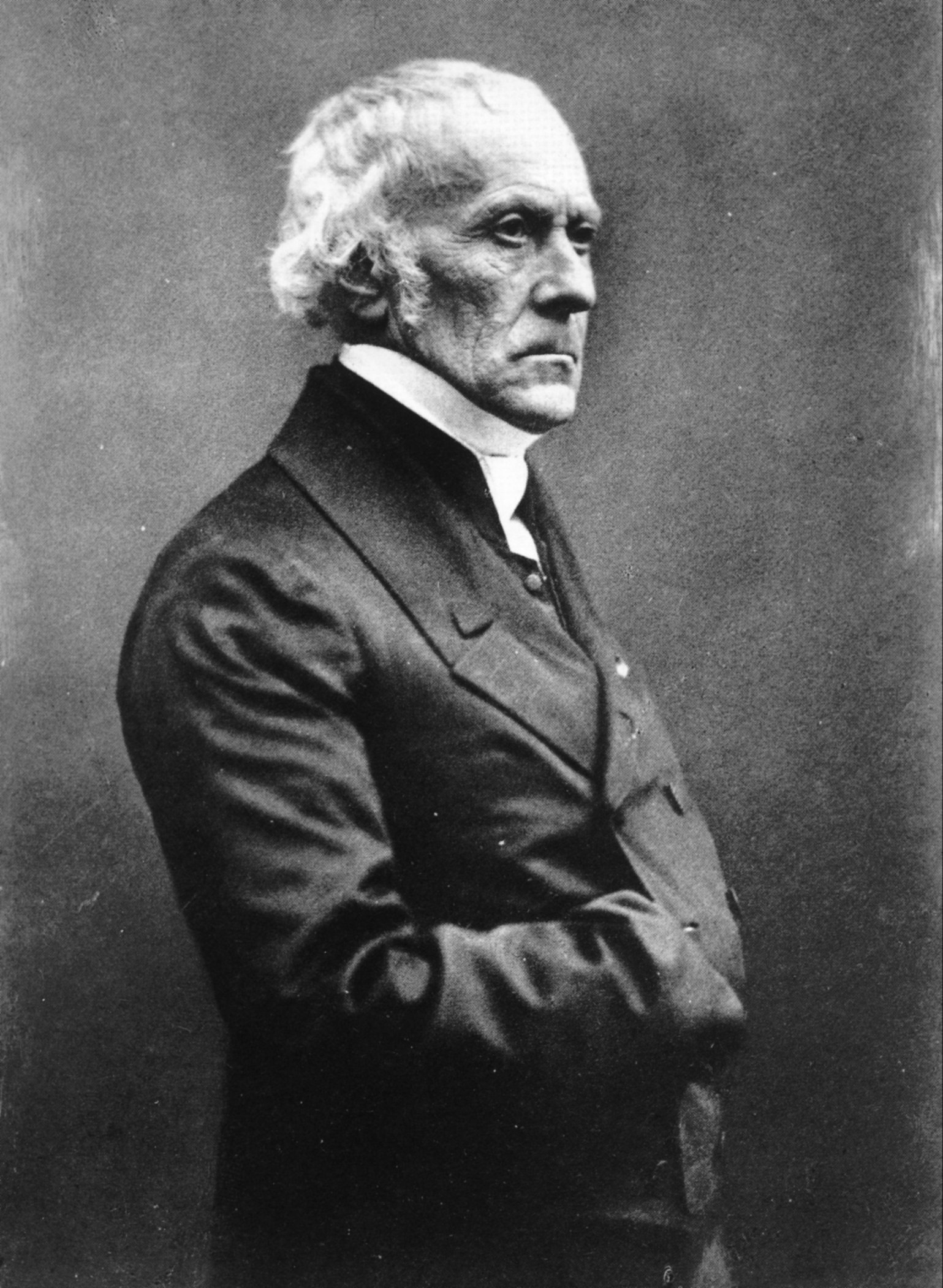
François Guizot, photographie de Félix Nadar.

Le cimetière de l'église abrite la tombe de François Guizot et de nombreux descendants et leurs conjoints.
- François Guizot (1787-1874 à Saint-Ouen-le-Pin), historien et homme politique, est enterré près de l'église, dans un terrain qu'il a acheté, avec de nombreux membres de sa famille et de ses descendants, tous protestants, dont on peut citer :
  - Sa première épouse, née Pauline de Meulan (1773-1827), écrivaine.
  - Sa seconde épouse, née Élisa Dillon (1804-1833).
  - Sa fille aînée Henriette Guizot de Witt (1829-1908) qui fut romancière.
  - Le mari de cette dernière, Conrad de Witt (1824-1909) qui fut député du Calvados et maire de Saint-Ouen-le-Pin.
  - Sa seconde fille, Pauline Guizot (1831-1874), historienne.
  - Le mari de celle-ci, Cornélis Henri de Witt (1828-1889), frère de Conrad de Witt, historien et également député du Calvados.
  - Marguerite de Witt (1853-1924), fille de Conrad et Henriette, suffragette, épouse de l'industriel Paul Schlumberger (1848-1926) enterré à ses côtés.
  - Leur fils Conrad Schlumberger (1878-1936), inventeur de la prospection électrique, épouse en 1904 Louise Delpech.
  - Marcel Schlumberger (1884-1953), fils de Marguerite (née de Witt) et Paul Schlumberger, frère du précédent qui fut également ingénieur, épouse en 1909 Jeanne Laurans.
  - Jean Schlumberger (1877-1968), frère des précédents, fondateur de la NRF.
  - Geneviève Schlumberger (1910-1993) fille de Marcel, mécène et épouse de René Seydoux de Clausonne (1903-1973) qui dirigea le groupe Schlumberger inhumé avec elle[30].
  - Jacqueline Doll (1908-1984), nièce de Conrad, Marcel et Jean Schlumberger, épouse[31] en secondes noces (1944) de Roger Seydoux (frère de René), ambassadeur, notamment auprès de l'OTAN, fondateur de l'IEP, inhumé avec elle.
  - Sylvie Schlumberger (1912-1999), fille de Conrad Schlumberger (1878-1936), épouse Éric Boissonnas en 1935.
  - Éric Boissonnas (1913-2005), époux de Sylvie Schlumberger, géophysicien et fondateur avec Sylvie de la station de sports d'hiver de Flaine, inhumé avec son épouse et ses beaux-parents.